# Alfred Hüthig
Alfred Ottomar Wilhelm Hüthig (* 12. September 1900 in Pößneck; † 13. Juli 1996 in Heidelberg) war ein deutscher Verleger. Er war der Gründer des nach ihm benannten Heidelberger Verlages.

## Leben
Alfred Hüthig, Sohn von Emil und Selma Hüthig, wurde 1900 im thüringischen Pößneck geboren. In Schmalkalden bestand er 1919 ein externes Abitur. Danach begann er im Wintersemester ein Studium in Berlin, das er in Jena (mit Abstechern nach München und Leipzig) fortsetzte. Seit dem Sommersemester 1920 war Hüthig Mitglied der Burschenschaft Teutonia Jena. 1935 wurde er auch Mitglied der Burschenschaft Allemannia Heidelberg. Er hörte Vorlesungen in verschiedenen Fachrichtungen, Hauptfächer waren Volkswirtschaftslehre und Zeitungswissenschaft. In Letzterem legte er 1923 bei Karl Bücher seine Dissertationsschrift, eine wirtschaftliche Machbarkeitsstudie zu einem Zeitschriften-Spezialtyp (Ein modernes Offertenblatt als Unternehmen), vor und erlangte den Titel eines „Dr. phil.“.
Von 1922 bis 1925 durchlief er Volontariate in verschiedenen Verlagen, zuletzt in Mannheim bei der Neuen Badischen Landeszeitung. 1925 gründete er im Alter von 25 Jahren in Heidelberg den Dr. Alfred Hüthig Verlag. Erstes Verlagsobjekt war die Zeitschrift Die Holzbearbeitungsmaschine. Es folgten weitere Fachzeitschriften auf dem Gebiet der Industrie und Technik sowie ein dazu passendes Buchprogramm. Kriegsauswirkungen ließen 1946 die Verlagsentwicklung ins Stocken geraten beziehungsweise zurückfallen. In Mainz, wo Hüthig wegen vorläufig nur französischer Entnazifizierung verweilen musste, lief das Geschäft wieder langsam an. Erst 1948 firmierte der Verlag wieder in Heidelberg.
Einen wirtschaftlichen Erfolgsschub erlebte Hüthig Mitte der 1950er Jahre, als er der rasanten Entwicklung auf den Gebieten der Elektrotechnik und Elektronik mit einem fundierten Zeitschriften- und Buchprogramm begegnete. Mit der Akquisition neuer Zeitschriften, dem konsequenten Ausbau des Fachbuchangebots, der Gründung oder Übernahme von neuen Einzelfirmen oder mit seiner Beteiligungsstrategie bewies er unternehmerischen Spürsinn. Zudem entstanden für den Ausbau des Familienunternehmens 1969 entscheidende Impulse infolge des Verlagseintritts des Sohnes Bernd Holger Hüthig und dessen Bestellung zum Geschäftsführer der Gesamtgruppe drei Jahre später. Bis zum 50. Verlagsjubiläum 1975 entstanden in Mainz, Basel, Berlin, München und New-York Dependancen. Um 1980 gab der Verlag etwa 40 Fachzeitschriften in ca. 30 Millionen Exemplaren sowie 1500 lieferbare Bücher heraus. Eines der Bücher war das 1958 ersterschienene und 1976 neu aufgelegte Einführung in die makromolekulare Chemie, für das Hermann Staudinger, der die Makromolekuläre Chemie begründet hatte, das Geleitwort schrieb. Staudinger veröffentlichte auch seine Arbeitserinnerungen 1961 bei Hüthig. Nach Staudingers Tod verlegte Hüthig die siebenbändige Komplettausgabe Das wissenschaftliche Werk von Hermann Staudinger. Die Johannes Gutenberg-Universität Mainz ernannte ihn auf Veranlassung ihrer Naturwissenschaftlichen und Medizinischen Fakultät in Anerkennung seiner Verdienste um das wissenschaftliche Werk des Nobelpreisträgers Staudinger, zum Ehrenbürger.
Alfred Hüthig war Mitglied der Delegiertenversammlung des Vereins Deutscher Zeitungsverleger (V.D.Z.V.), Vorstandsmitglied des Südwestdeutschen Zeitschriftenverleger-Verbandes (SZV), Handelsrichter am Landgericht Heidelberg und nach jahrelanger ehrenamtlicher Arbeit als Beirat Ehrenmitglied der Industrie- und Handelskammer Rhein-Neckar.
Alfred Hüthig, verheiratet und Vater dreier 1936, 1939 und 1942 geborener Kinder, starb am 15. Juli 1996 in Heidelberg. Beigesetzt wurde er auf dem Friedhof in Heidelberg-Handschuhsheim.